# Newell (Virgínia de l'Oest)
Newell és una concentració de població designada pel cens dels Estats Units a l'estat de Virgínia de l'Oest. Segons el cens del 2000 tenia 1.602 habitants.

## Demografia
Segons el cens del 2000, Newell tenia 1.602 habitants, 645 habitatges, i 437 famílies. La densitat de població era de 824,7 habitants per km².
Dels 645 habitatges en un 29% hi vivien nens de menys de 18 anys, en un 46,7% hi vivien parelles casades, en un 14,7% dones solteres, i en un 32,1% no eren unitats familiars. En el 26,5% dels habitatges hi vivien persones soles el 10,9% de les quals corresponia a persones de 65 anys o més que vivien soles. El nombre mitjà de persones vivint en cada habitatge era de 2,48 i el nombre mitjà de persones que vivien en cada família era de 2,95.
Per edats la població es repartia de la següent manera: un 24,5% tenia menys de 18 anys, un 10,8% entre 18 i 24, un 25,8% entre 25 i 44, un 23,8% de 45 a 60 i un 15,1% 65 anys o més.
L'edat mediana era de 37 anys. Per cada 100 dones de 18 o més anys hi havia 89,7 homes.
La renda mediana per habitatge era de 31.343 $ i la renda mediana per família de 35.069 $. Els homes tenien una renda mediana de 29.145 $ mentre que les dones 18.086 $. La renda per capita de la població era de 12.426 $. Entorn de l'11,8% de les famílies i el 13,7% de la població estaven per davall del llindar de pobresa.

## Poblacions més properes
El següent diagrama mostra les poblacions més properes.